# Фрюклёф, Харальд

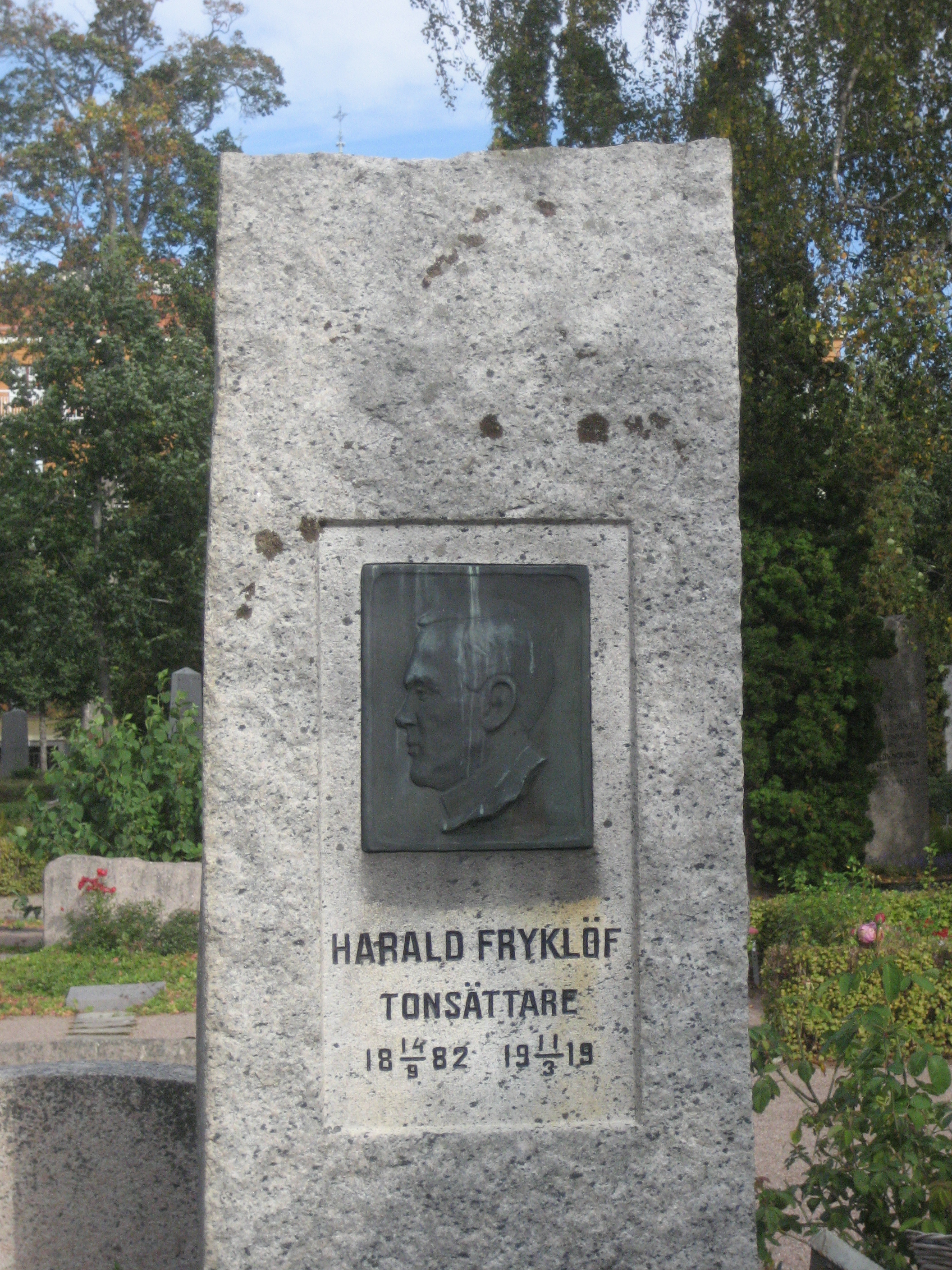
Могила (Уппсала)

Харальд Фрюклёф (швед. Harald Fryklöf; 14 сентября 1882, Уппсала — 11 марта 1919) — шведский композитор и органист.
Учился в Стокгольмской консерватории у Юхана Линдегрена (контрапункт) и Рихарда Андерссона (фортепиано), стажировался в Берлине у Филиппа Шарвенки. С 1908 г. преподавал гармонию в Стокгольмской консерватории и служил органистом стокгольмского Собора Святого Николая. Автор Сонаты alla leggenda для скрипки и фортепиано, фортепианных и органных пьес. Стилистически был близок к Эмилю Шёгрену, учеником и продолжателем Фрюклёфа считается Уильям Сеймер. Совместно с Германом Пальмом, Оскаром Сандбергом и Альбертом Хеллерстрёмом редактировал двухтомное собрание хоралов Musica sacra (1915).
Умер от испанского гриппа.